# Karol Niewiadomski
Karol Niewiadomski-Prus (ur. 29 grudnia 1878 w Kamionce Strumiłowej, zm. ?) – polski oficer wojskowy i policji.

## Życiorys
Urodził się 29 grudnia 1878 w Kamionce Strumiłowej. Ukończył dwie klasy szkoły realnej w Krakowie, dwie klasy szkoły realnej wojskowej w Eisenstadt i cztery klasy szkoły kadeckiej w Königsfeld. Od 18 sierpnia 1899 do 31 grudnia 1905 służył jako zawodowy oficer w Pradze, Budziejowicach, Bośni, Czortkowie, a następnie na własną prośbę przydzielony do Wojskowej Policji w Krakowie. Po odbyciu jednorocznej próby i złożeniu egzaminu został mianowany porucznikiem z dniem 1 maja 1908. W tym stopniu podjął pracą w c. k. oddziale służby wojskowo-policyjnej. Podczas I wojny światowej do 1918 służył w szeregach C. K. Armii jako kapitan Wojskowych Korpusów Straży Policyjnej (niem. Militär-Polizeiwachkorps) mianowany z dniem 1 sierpnia 1914. Pełnił funkcję komendanta konnego plutonu Policji Wojskowej.
U kresu wojny 31 października 1918 uczestniczył w oswabadzaniu Krakowa z władz zaborczych. Jako były oficer armii austriackiej został przyjęty do Wojska Polskiego i zatwierdzony w stopniu kapitana. Po odzyskaniu przez Polskę niepodległości z 1918 przeszedł do służby w Policji Państwowej. Do 1 czerwca 1922 był zastępcą komendanta PP na miasto Kraków w randze nadkomisarza. 1 kwietnia 1920 został awansowany na stopień majora. W tym stopniu został zweryfikowany w korpusie rezerwy piechoty ze starszeństwem z dniem 1 czerwca 1919. W latach 20. był oficerem rezerwowym 76 pułku piechoty z Grodna. Po awansie na majora 1920 został delegowany na Górny Śląsk do dyspozycji prezesa Naczelnej Rady Ludowej. Potem został przydzielony do Komendy Wojewódzkiej PP w Katowicach jako oficer inspekcyjny i mianowany na stopień podinspektora. Odegrał rolę przy organizacji PP w województwie śląskim. 1 grudnia 1922 został mianowany na stanowisko komendanta powiatowego PP w Katowicach, które sprawował w kolejnych latach do około 1926. W czerwcu 1923 został dodatkowo komendantem PP na miasto Katowice. W tym czasie pełnił funkcję prezesa Związku Urzędników i Funkcjonariuszów „Samopomoc”. Jako komendant na miasto i powiat Katowice objął funkcją prezesa pierwszego w polsce klubu policyjnego pod nazwą Policyjny Klub Sportowy Katowice. Według stanu z 1934 jako major pospolitego ruszenia był przydzielony do Oficerskiej Kadry Okręgowej nr V i pozostawał wówczas w ewidencji Powiatowej Komendy Uzupełnień Katowice.
Od 1934 jako podinspektor PP był członkiem Zarządu Ligi Obrony Powietrznej i Przeciwgazowej w Katowicach.

## Odznaczenia
austro-węgierskie
- Srebrny Medal Zasługi Wojskowej na wstążce Krzyż Zasługi Wojskowej (przed 1918)[6]
- Brązowy Medal Zasługi Wojskowej na wstążce Krzyż Zasługi Wojskowej (przed 1916)[4]
- Krzyż Jubileuszowy Wojskowy (przed 1916)[4]
- Krzyż Pamiątkowy Mobilizacji 1912–1913 (około 1914) (przed 1916)[4]